# 몬스터왕자 몽짱
《몬스터왕자 몽짱》(일본어: 怪物君. 영어: Kaibutsu-kun)은 일본의 애니메이션이다. 원제는 괴물군(카이부츠쿤)이며, TV 아사히 계열에서 제작되었다. 대한민국에서는 2010년 4월 28일부터 애니메이션 채널 카툰 네트워크를 통해 방영되었다.

## 등장인물

### 주요 등장인물
- 괴물군 (몽짱)
  - 일본 : 노자와 마사코 / 한국 : 김서영
- 드라큘라
  - 일본 : 키모츠키 카네타 / 한국 : 전광주
- 늑대인간 (늑대돌이)
  - 일본 : 카미야마 타쿠조 / 한국 : 시영준
- 프랑켄
  - 일본 : 사가미 타로, 카네모토 신고 / 한국 : 이원찬

### 이치카와 집
- 이치카와 히로시 (한광수)
  - 일본 : 미와 카츠에 / 한국 : 김현심
- 이치카와 우타코 (한가희)
  - 일본 : 카와사마 미요코 / 한국 : 이소은

### 그 외 인물
- 카이코 (마리)

### 학급 친구들
- 반노 (노봉구)
  - 일본 : 야마시타 케이스케, 스즈키 키요노부
- 아코 (아라)
  - 일본 : 한 게이코 / 한국 : 이용신
- 키자오 (병태)
  - 일본 : 하세 산지 / 한국 : 홍범기

## 같이 보기
- 괴물군 (드라마) : 이 작품을 원작으로 한 2010년 방영된 텔레비전 드라마.